# Палмерстон-Норт
Палмерстон-Норт (англ. Palmerston North) — місто на Північному острові у Новій Зеландії.

## Географія
Хоча територія, на якій розташований Палмерстон-Норт, обмежена високими хребтами Руахін і Тараруа на сході та півдні відповідно, місто має переважно рівнинний вигляд. Часове підвищення висоти відбувається далі від річки і особливо виражене на півночі та північному сході, а також на південному боці річки. Типова висота міської місцевості становить 20–40 метрів (65–130 футів) над рівнем моря. Найвища точка — 760 метрів (2493 футів) над рівнем моря. Це в хребтах Тараруа, на південний схід від Скоттс-роуд. Найнижча точка — 10 метрів (33 фути) над рівнем моря. Це на березі річки біля дороги Те Пуна. До речі, обидві ці локації знаходяться на південному заході міста, біля Лінтона. Є 5,54 квадратних кілометрів (1369 акрів), присвячених державним заповідникам. Довжина річки Манавату в межах міста становить 29,9 кілометра (18,6 милі), а її притока в Ашхерсті, Похангіна, становить 2,6 кілометра (1,6 милі).

### Клімат
Клімат Палмерстон-Норт помірний (Cfb), з теплою літньою температурою вдень 20–22 °C (72 °F) влітку та 12 °C (54 °F) взимку. Середня температура піднімається вище 25 °C (77 °F) протягом 20 днів у році. Річна кількість опадів становить приблизно 960 мм (37,8 дюйма), причому дощ випадає приблизно в 5% випадків. Щороку в середньому буває 200 бездощових днів.
На хребтах, що огинають місто, часто буває постійний вітер, особливо навесні. Велика частина цієї землі знаходиться в межах міста, і ці хребти мають репутацію найбільш стабільних вітрів у країні.

Поруч із містом розташована найбільша в південній півкулі серія вітряних електростанцій із 286 турбінами в хребтах Тараруа та Руахін, які забезпечують електроенергією приблизно 50 000 будинків.
| Клімат Палмерстон-Норт                     | Клімат Палмерстон-Норт | Клімат Палмерстон-Норт | Клімат Палмерстон-Норт | Клімат Палмерстон-Норт | Клімат Палмерстон-Норт | Клімат Палмерстон-Норт | Клімат Палмерстон-Норт | Клімат Палмерстон-Норт | Клімат Палмерстон-Норт | Клімат Палмерстон-Норт | Клімат Палмерстон-Норт | Клімат Палмерстон-Норт | Клімат Палмерстон-Норт |
| Показник                                   | Січ.                   | Лют.                   | Бер.                   | Квіт.                  | Трав.                  | Черв.                  | Лип.                   | Серп.                  | Вер.                   | Жовт.                  | Лист.                  | Груд.                  | Рік                    |
| Середній максимум, °C                      | 23,0                   | 23,5                   | 21,5                   | 18,6                   | 15,8                   | 13,3                   | 12,7                   | 13,5                   | 15,3                   | 16,7                   | 18,3                   | 20,9                   | 17,8                   |
| Середня температура, °C                    | 17,8                   | 18,3                   | 16,4                   | 13,6                   | 11,4                   | 9,1                    | 8,6                    | 9,2                    | 11,0                   | 12,4                   | 13,8                   | 16,2                   | 13,1                   |
| Середній мінімум, °C                       | 12,5                   | 13,0                   | 11,2                   | 8,6                    | 6,9                    | 4,9                    | 4,6                    | 5,0                    | 6,6                    | 8,1                    | 9,3                    | 11,5                   | 8,5                    |
| Середня кількість сонячних годин на місяць | 212,4                  | 191,0                  | 173,5                  | 145,6                  | 109,3                  | 79,1                   | 103,8                  | 119,9                  | 124,2                  | 142,6                  | 165,3                  | 176,7                  | 1743,5                 |
| Норма опадів, мм                           | 55.0                   | 67.8                   | 51.8                   | 65.9                   | 71.5                   | 95.1                   | 82.5                   | 76.9                   | 86.1                   | 96.4                   | 80.9                   | 87.5                   | 918.2                  |
| Днів з опадами                             | 7,1                    | 6,9                    | 7,7                    | 8,2                    | 9,9                    | 12,2                   | 11,6                   | 13,0                   | 11,9                   | 11,8                   | 10,3                   | 11,1                   | 121,7                  |
| Вологість повітря, %                       | 75.3                   | 77.7                   | 79.4                   | 81.2                   | 85.8                   | 86.8                   | 86.8                   | 84.6                   | 79.7                   | 80.5                   | 76.7                   | 76.0                   | 80.9                   |
| ------------------------------------------ | ---------------------- | ---------------------- | ---------------------- | ---------------------- | ---------------------- | ---------------------- | ---------------------- | ---------------------- | ---------------------- | ---------------------- | ---------------------- | ---------------------- | ---------------------- |
| Джерело: NIWA Climate Data                 |                        |                        |                        |                        |                        |                        |                        |                        |                        |                        |                        |                        |                        |

## Освіта
Місто є одним з найважливіших академічних й університетських центрів країни. Там розташовані органи управління й низка навчальних підрозділів найбільшого (понад 40 000 студентів) університету країни (Університет Мессі), Міжнародного тихоокеанського коледжу та понад 70 інших освітніх та дослідницьких закладів.

## Транспорт
Місто має міжнародний аеропорт, мережу автошляхів та залізницю, що пов'язують місто з промисловими і культурними центрами Нової Зеландії.